# Exodokidium
Exodokidium es un género de musgos hepáticas de la familia Bartramiaceae. Comprende dos especies descritas y   aceptadas.

## Taxonomía
El género fue descrito por Jules Cardot  y publicado en Wissenschaftliche Ergebnisse der Schwedischen Südpolar-Expedition 1901--1903 4(8): 226. 1908.  La especie tipo es: Exodokidium subsymmetricum (Cardot) Cardot	

## Especies aceptadas
A continuación se brinda un listado de las especies del género Exodokidium aceptadas hasta diciembre de 2014, ordenadas alfabéticamente. Para cada una se indica el nombre binomial seguido del autor, abreviado según las convenciones y usos.	
- Exodokidium donatii Herzog
- Exodokidium subsymmetricum (Cardot) Cardot